# Behindertenverband
Behindertenverbände vertreten die Interessen von Menschen mit Behinderungen oder chronischen Erkrankungen im Sinne der Selbsthilfe. Die Behindertenverbände übernehmen insbesondere die Interessenvertretung ihrer Mitglieder in der Politik, um gesellschaftliche Partizipation und Inklusion zu erwirken.

## Aufgaben der Behindertenverbände
Für Menschen mit Behinderung bieten die Behindertenverbände vielfach:
- Beratung,
- Selbsthilfegruppen vor Ort oder in entsprechenden Internetforen.

Wichtige Themenbereiche sind dabei insbesondere:
- die Unterstützung von Eltern behinderter Kinder, damit diese ihre Kinder zu einem selbständigen Leben erziehen können,
- die Förderung von auszugsinteressierten Bewohnern stationärer Einrichtungen zu einem eigenständigeren Leben, z. B. in Wohngemeinschaften Gleichaltriger.

Im gesellschaftlichen Kontext setzen sich die Behindertenverbände vorrangig in folgenden Bereichen ein:
- Ermöglichung der Selbstbestimmung und gleichberechtigten Teilhabe an der Gesellschaft (Inklusion), so z. B. im schulischen und beruflichen Kontext,
- Durchsetzung der Belange behinderter Menschen bei kommunalen und überregionalen Bau- und Verkehrsplanungen.

## Gesetzlich vorgesehene Beteiligungsrechte
Die Politik hat dafür Sorge zu tragen, dass im Interesse der Chancengleichheit die unabhängige Position der Behindertenorganisationen allseits anerkannt und die Organisationen auf allen Ebenen unterstützt werden. Dazu gehören Anhörungs- und Beteiligungsrechte. Mittlerweile besitzen auch Behindertenvertreter in einem zentralen Ausschuss des Gesundheitswesens, dem Gemeinsamen Bundesausschuss, Anhörungs-, jedoch keine Entscheidungsrechte.